# Helsingør IF Fodbold
Helsingør IF Fodbold  er en dansk fodboldklub som blev grundlagt i 1899 hjemmehørende i Helsingør.
Fodboldafdelingens Elitehold er blevet sammenlagt med flere af de omkringliggende småklubber og går i dag under navnet FC Helsingør. Efter mange trange år lykkedes det endelig i sæsonen 2008/09 at avancere til 2. Division Øst. Holdet spiller på Helsingør Stadion, der ligger omkring bydelene Højstrup og Marienlyst i det nordlige Helsingør.
Helsingør IF Fodbold spiller i de lavere serier.